# 阿賈克斯礦場
阿賈克斯礦場（英文：Ajax Mine）是一個位於加拿大英屬哥倫比亞省湯普森-尼古拉地區的一個鉬礦場，亦是全加拿大境內最大的鉬礦場。

## 資料來源
1. ↑  . mercatorminerals.com. 2013  [2013-07-24]. （原始内容存档于2013-07-24）.